# V. Ramaswamy Aiyer
V. Ramaswamy Aiyer (4 août 1871 - 22 janvier 1936) est un fonctionnaire indien, dans l'administration de la province de Chennai. En 1907, avec un groupe d'amis, il fonde la Société mathématique indienne dont le siège social est à Pune. Il en est le premier secrétaire, jusqu'en 1910, puis le président de 1926 à 1930.

## Enfance et carrière
Ramaswamy Aiyer est né le 4 août 1871 à Satyamangalam, dans le quartier de Coimbatore, dans la maison de son grand-père maternel. Il étudie à Coimbatore et au Presidency College, de Chennai. Au cours de ses années d'étudiant, Ramaswamy Aiyer pratique activement le cricket et la gymnastique. Alors qu'il est encore étudiant au Presidency College, il contribue à l'Educational Times et d'autres revues mathématiques. Le rédacteur en chef de l'Educational Times s'est adressé à lui en tant que « Professeur Ramaswami », le prenant pour un enseignant. Ce titre informel de "Professeur" lui reste collé par la suite.
Après obtention de son mastère, il travaille au Central College de Bangalore pour une courte période et il est ensuite nommé au collège de Mysore Maharahaj pour aider le Principal Weir à enseigner les mathématiques pour le niveau B. A.. En 1898, il rejoint le Service Provincial de Madras en qualité de fonctionnaire. Après une période de probation, il est nommé percepteur adjoint en 1901. Il s'est retiré du Service en 1926. Ramaswamy Aiyer est décédé d'une hémorragie cérébrale le 22 janvier 1936.

## Fondation de la Société mathématique indienne
En 1906, alors qu'il est percepteur adjoint à Gooty en 1906, Ramaswamy Aiyer organise une association qui s'appelle l'Analytic Club afin d'obtenir des facilités pour l'étude et la recherche en mathématiques. D'abord le Club compte trois membres. Le 4 avril 1907, il annonce dans le Madras Dailies la formation de la Société mathématique indienne, avec 20 membres. Pune est choisie comme siège de la Société et Ramaswamy Aiyer en est le secrétaire jusqu'en 1910. En tant que secrétaire, il lance le Journal de la Société et fonde sa bibliothèque. Ramaswamy Aiyer quitte le comité de la Société en 1910, mais continue à participer activement à ses activités. Il est nommé Président de la Société, en 1926, et occupe ce poste jusqu'en 1930.

## Patronage de Srinivasa Ramanujan
Alors que Ramaswami Aiyer est percepteur adjoint à Tirtukkoilur en 1910, Srinivasa Ramanujan recherche son mécénat et demande à être nommé comme secrétaire dans son bureau. La seule recommandation de Ramanujan sont ses cahiers mathématiques, qui sont conservés à la Bibliothèque de l'Université de Madras. En examinant le contenu des cahiers, Ramaswami Aiyer est frappé par les extraordinaires résultats qui y sont consignés, et recommande Ramanujan à ses amis mathématiciens à Madras. Il aide aussi à publier les premiers travaux de Ramanujan dans le Journal of Indian Mathematical Society.